# Flos kartaphilus
Flos kartaphilus är en fjärilsart som beskrevs av Hans Fruhstorfer 1914. Flos kartaphilus ingår i släktet Flos och familjen juvelvingar. Inga underarter finns listade i Catalogue of Life.